# Avløs (metrostation)
Avløs is een metrostation in de Noorse hoofdstad Oslo. Het station werd geopend op 1 juli 1924 en wordt bediend door lijn 3 van de metro van Oslo